# Archaeornithomimus
Archaeornithomimus (що означає «імітатор стародавнього птаха») — рід тероподових динозаврів-орнітомімозаврів, які мешкали в Азії під час пізнього крейдяного періоду, приблизно 96 мільйонів років тому, у формації Ірен Дабасу.

## Відкриття та найменування
1923 року під час експедиції Американського музею природної історії Роя Чепмена Ендрюса до Внутрішньої Монголії Пітер Кайзен виявив численні останки тероподів у трьох каменоломнях. Вони складаються зі значною мірою розрізнених останків кількох особин, а матеріал черепа та нижньої щелепи відсутній. Вони були названі та коротко описані Чарльзом Вітні Гілмором у 1933 році як новий вид Ornithomimus: Ornithomimus asiaticus. Видова назва стосується азійського походження. 1972 року Дейл Рассел включив цей вид до нового роду Archaeornithomimus, зробивши Archaeornithomimus asiaticus типовим видом роду. Родова назва Ornithomimus поєднується з грецьким ἀρχαῖος (archaios), «стародавній», оскільки Рассел вважав, що шари, в яких був знайдений Archaeornithomimus, датуються сеномансько-туронським віком, приблизно 95 мільйонів років тому, що робить його одним із найдавніших. орнітоміміди, відомі на той час. Гілмор не призначив голотипний зразок; у 1990 році Девід Сміт і Пітер Ґалтон у першому всебічному описі скам’янілостей обирають зразок AMNH 6565, стопа, як лектотип. Скам'янілості були знайдені у формації Ірен Дабасу, яку датують сеноманським періодом, приблизно 95,8 ± 6,2 мільйона років тому.
1995 року Лев А. Несов назвав передбачуваний вид Archaeornithomimus bissektensis, заснований на голотипі N 479/12457, стегновій кістці та плеснових кістках молоді, знайдених у формації Біссекти в Узбекистані, що датується турон-коньякським періодом. Одначе, спорідненість A. bissektensis зазвичай сумнівається або не згадується.

## Опис
Archaeornithomimus був орнітомімозавром середнього розміру, сягав 3,4 м в довжину і важив понад 71,5 кг. Переконливі докази, отримані від інших родичів орнітомімозаврів, свідчать про те, що Archaeornithomimus був пернатою твариною з пір’ям, дуже схожим на безкілевих і оснащений ороговілим дзьобом.
Задні кінцівки були міцної будови. Шийні хребці сильно пневматизовані з дуже складними внутрішніми камерами вздовж нервових дуг і центру (тіла хребця), що вказує на наявність шийних повітряних мішків. Передні дорсальні та деякі хвостові хребці відрізняються певним ступенем пневматичності, однак крижові хребці не пневматичні. У дослідженні 2001 року, проведеному Брюсом Ротшильдом та іншими палеонтологами, 229 кісток стопи, віднесених до Archaeornithomimus, досліджували на наявність ознак перелому від стресу, але жодного не було знайдено.

## Палеоекологія
Останки Archaeornithomimus були знайдені у формації Ірен Дабасу, яка датується сеноманським періодом приблизно 96 мільйонів років тому під час пізнього крейдяного періоду. Середовища, присутні в формації, були в основному великими заплавними територіями з плетеними річками та меандрами, які були з’єднані з океаном, підтримуючи велику рослинність, як видно з розвитку палеоґрунтів та численних останків травоїдних динозаврів, таких як гадрозавроіди.
Як і інші представники Ornithomimosauria, Archaeornithomimus, ймовірно, був усеїдною твариною з роговим дзьобом, яка їла все: від дрібних ссавців до рослин і фруктів, до яєць і навіть дитинчат інших азійських динозаврів.

## Галерея

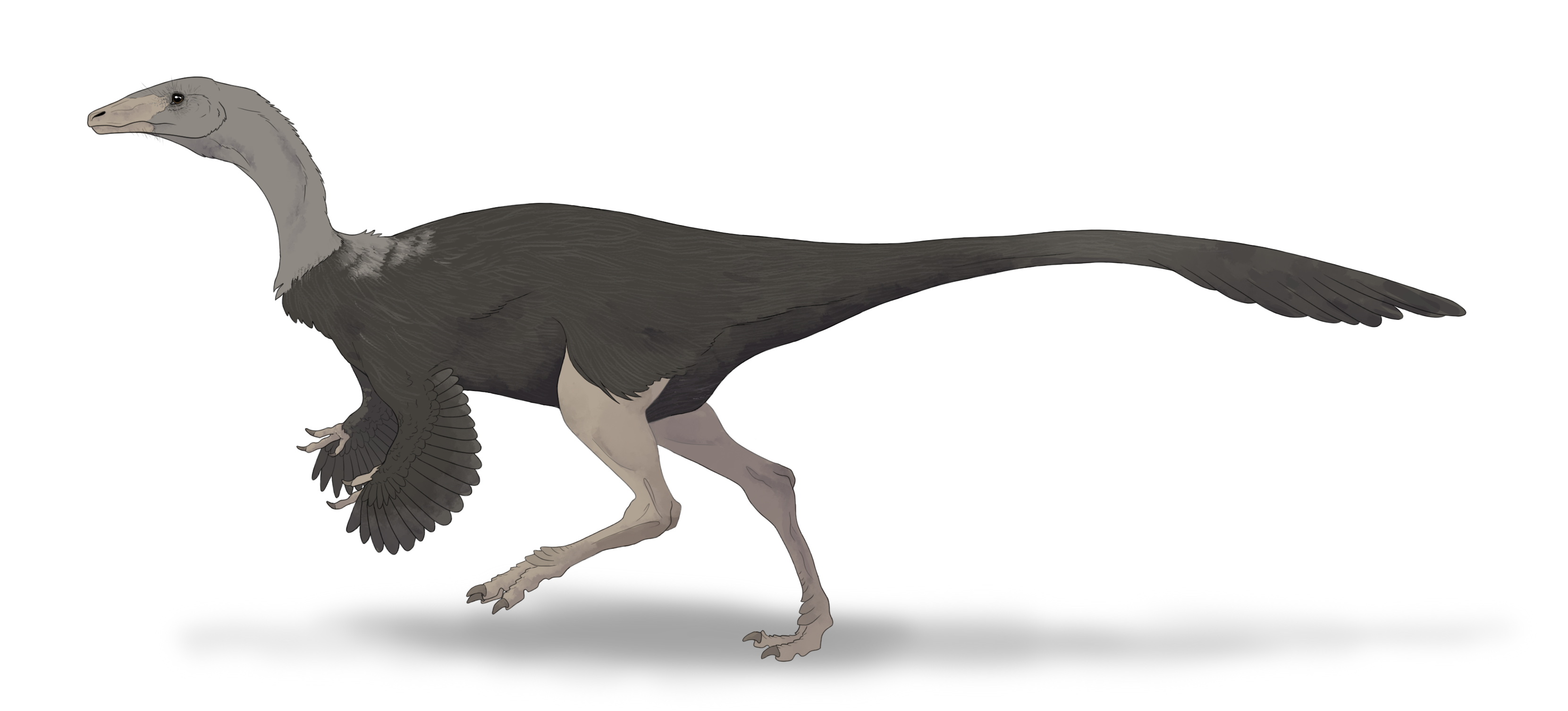
Художнє представлення
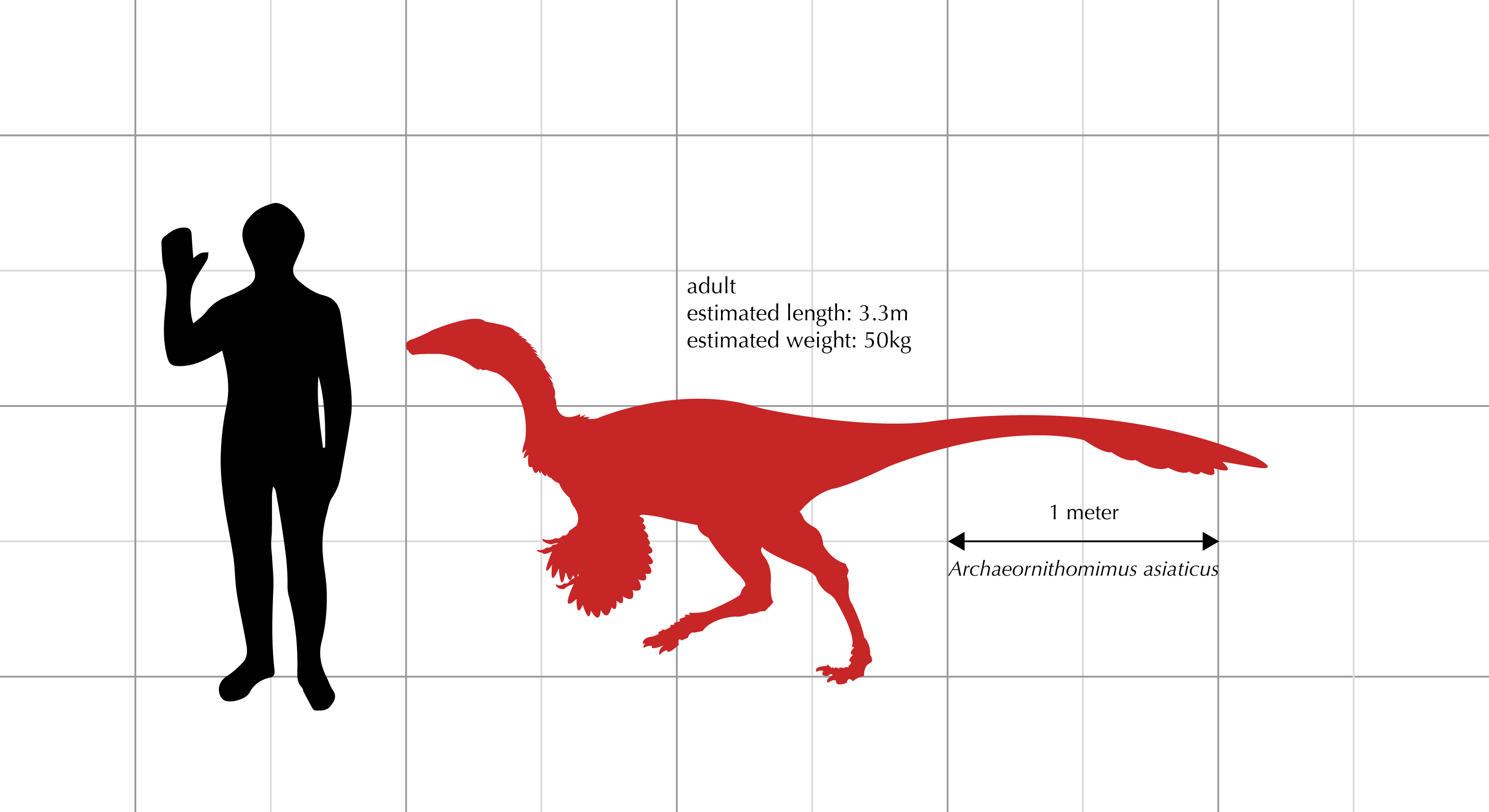
Розмір